# Egzorta
Egzorta (łac. exhortatio – napomnienie) – rodzaj krótkiego kazania, wygłaszanego przez kapłana podczas pogrzebu bądź w rocznicę śmierci.